# オスカル・レーヴ
オスカル・レーヴ（Oscar Loew、1844年4月2日 - 1941年1月26日）は、明治時代にお雇い外国人として来日したドイツの化学者である。名はオスカー、姓はレーブ、ロイブ、ロイーブ等とも表記される。

## 経歴・人物
バイエルン州の生まれ。ミュンヘン大学でユストゥス・フォン・リービッヒ、ライプツィヒ大学でヘルマン・コルベのそれぞれの門下となり、化学や生理学を学ぶ。
卒業後の1866年に渡米し、ニューヨーク大学で助手となり、医学の教鞭を執る。その後帰国して、母校で生理学の教鞭を執った。1893年（明治26年）（1892年（明治25年）とも）に日本政府の招きにより来日した。
来日後東京帝国大学農科学科（現在の東京大学農学部）のお雇いとなり、そこで化学等の教鞭を執った。滞日中の1897年（明治30年）に病気のため一旦帰国し、再度渡米した。農務省に勤務しタバコの新酵素を発見した。1900年（明治33年）（1901年（明治34年）とも）再来日し、再度東京帝国大学で教鞭を執った。また、古在由直、麻生慶次郎、鈴木梅太郎等の著名な化学者を輩出し、日本における農学の近代化に貢献した。
1907年（明治40年）に任期満了となり、帰国。帰国後は母校であるミュンヘン大学やベルリン大学で教鞭を執り、医学の研究に携わった。